# Argonautes d'Aix-en-Provence
Gli Argonautes d'Aix-en-Provence sono una squadra di football americano di Aix-en-Provence, in Francia.

## Storia
La squadra è stata fondata nel 1986 e ha vinto 8 volte il campionato francese di football americano.

## Dettaglio stagioni

### Tornei nazionali

#### Campionato

##### Division Élite
| Stagione | regular season | regular season | regular season | regular season | regular season | regular season | playoff | playoff | playoff | playoff | playoff | playoff    | playoff                  |
|          | Vin            | Par            | Per            | Tot            | PF             | PS             | Vin     | Per     | Tot     | PF      | PS      | risultato  | avversaria               |
| -------- | -------------- | -------------- | -------------- | -------------- | -------------- | -------------- | ------- | ------- | ------- | ------- | ------- | ---------- | ------------------------ |
| 2011     | 6              | 0              | 4              | 10             | 287            | 204            | 0       | 1       | 1       | 15      | 36      | Semifinale | Centaures de Grenoble    |
| 2012     | 1              | 0              | 9              | 10             | 109            | 298            | 0       | 1       | 1       | 0       | 16      | Retrocessi | Kangourous de Pessac     |
| 2015     | 8              | 0              | 2              | 10             | 353            | 230            | 0       | 1       | 1       | 28      | 31      | Semifinale | Black Panthers de Thonon |
| 2016     | 6              | 0              | 2              | 8              | 217            | 109            | 0       | 1       | 1       | 14      | 29      | Semifinale | Dauphins de Nice         |
| 2017     | 5              | 0              | 5              | 10             | 235            | 227            | -       | -       | -       | -       | -       | -          | -                        |
| 2018     | 2              | 0              | 8              | 10             | 102            | 287            | -       | -       | -       | -       | -       | -          | -                        |
| 2019     | 3              | 0              | 7              | 10             | 76             | 289            | -       | -       | -       | -       | -       | -          | -                        |
| 2020     | 0              | 0              | 3              | 3              | 26             | 87             | -       | -       | -       | -       | -       | -          | -                        |
| 2022     | 4              | 1              | 5              | 10             | 285            | 319            | -       | -       | -       | -       | -       | -          | -                        |
| 2023     | 2              | 0              | 8              | 10             | 103            | 181            | -       | -       | -       | -       | -       | -          | -                        |
| 2024     | 2              | 1              | 7              | 10             | 153            | 229            | -       | -       | -       | -       | -       | -          | -                        |
| Totale   | 39             | 2              | 60             | 101            | 1946           | 2460           | 0       | 4       | 4       | 57      | 112     |            |                          |

Fonti: Enciclopedia del Football - A cura di Massimo Mezzetti

### Tornei internazionali

#### IFAF Europe Champions League
| Stagione | regular season | regular season | regular season | regular season | regular season | regular season | playoff | playoff | playoff | playoff | playoff | playoff   | playoff    |
|          | Vin            | Par            | Per            | Tot            | PF             | PS             | Vin     | Per     | Tot     | PF      | PS      | risultato | avversaria |
| -------- | -------------- | -------------- | -------------- | -------------- | -------------- | -------------- | ------- | ------- | ------- | ------- | ------- | --------- | ---------- |
| 2015     | 1              | 0              | 1              | 2              | 68             | 41             | -       | -       | -       | -       | -       | -         | -          |
| Totale   | 1              | 0              | 1              | 2              | 68             | 41             | -       | -       | -       | -       | -       |           |            |

Fonti: Enciclopedia del Football - A cura di Massimo Mezzetti

#### BIG6 European Football League
| Stagione | regular season | regular season | regular season | regular season | regular season | regular season | playoff | playoff | playoff | playoff | playoff | playoff   | playoff    |
|          | Vin            | Par            | Per            | Tot            | PF             | PS             | Vin     | Per     | Tot     | PF      | PS      | risultato | avversaria |
| -------- | -------------- | -------------- | -------------- | -------------- | -------------- | -------------- | ------- | ------- | ------- | ------- | ------- | --------- | ---------- |
| 2016     | 0              | 0              | 2              | 2              | 0              | 95             | -       | -       | -       | -       | -       | -         | -          |
| Totale   | 0              | 0              | 2              | 2              | 0              | 95             | -       | -       | -       | -       | -       |           |            |

Fonti: Enciclopedia del Football - A cura di Massimo Mezzetti

### Riepilogo fasi finali disputate
| Anno           | Luogo           | Evento         | Fase del torneo | Incontro                                                | Risultato |
| 5 giugno 2011  |                 | Division Élite | Semifinale      | Centaures de Grenoble - Argonautes d'Aix-en-Provence    | 36 - 15   |
| 9 giugno 2012  |                 | Division Élite | Playout         | Argonautes d'Aix-en-Provence - Kangourous de Pessac     | 0 - 16    |
| 7 giugno 2015  | Aix-en-Provence | Division Élite | Semifinale      | Argonautes d'Aix-en-Provence - Black Panthers de Thonon | 28 - 31   |
| 11 giugno 2016 | Aix-en-Provence | Division Élite | Semifinale      | Argonautes d'Aix-en-Provence - Dauphins de Nice         | 14 - 29   |

## Palmarès
- 8 Caschi di diamante (1990-1992, 1995, 1998, 1999, 2001, 2002)
- 2 Caschi d'oro (1987, 2014)
- 1 Coppa di Francia (1987)
- 3 Campionati juniores a 9 (1992-1993, 1993-1994, 1994-1995)
- 4 Campionati cadetti (1991, 2004, 2007, 2008)
- 1 Campionato regionale di flag football (2009)
- 1 Campionato francese di flag football cadetti (2007)